# Ines Hollinger
Ines Hollinger (* 1987 in München) ist eine deutsche Schauspielerin.

## Leben und Wirken
Hollinger wurde in München geboren. Sie beherrscht als Muttersprache sowohl Deutsch als auch Französisch. Nach ihrem Abitur studierte sie von 2009 bis 2013 Schauspiel an der Theaterakademie August Everding. Bereits während ihres Studiums gastierte sie in München am Residenztheater und am Metropoltheater. Nach dem Studium folgten Auftritte am Stadttheater Ingolstadt, Theater Regensburg und am Münchner Volkstheater. Hollinger ist auch in der freien Theaterszene aktiv, ihr Fokus liegt auf feministischen Themen. Ihre von der Landeshauptstadt München geförderte Solo-Performance Heimsuchung war 2023 im HochX Theater zu sehen.
Im Fernsehen war Hollinger zunächst in Formaten wie SOKO München und Der Alte zu sehen. Seit 2019 spielt sie eine Hauptrolle in der ARD-Kinderserie Racko – Ein Hund für alle Fälle. In der historischen Serie Oktoberfest 1900 verkörperte sie die Schwabinger Gräfin Franziska zu Reventlow. Es folgten Auftritte in populären Serien wie Rosenheim Cops, Watzmann ermittelt sowie in Franz Xaver Bogners Himmel, Herrgott, Sakrament.

## Filmografie
- 2013: Der Alte – Mord in den Alpen
- 2015: SOKO München
- 2017: Hubert und Staller
- 2017: Frau Mutter Tier (Kinofilm)
- seit 2019: Racko – Ein Hund für alle Fälle (Fernsehserie)
- 2019: Die Rosenheim-Cops
- 2019: Oktoberfest 1900
- 2021: Watzmann ermittelt – König Watzmann
- 2022: Der Kommissar und der See – Liebeswahn (Fernsehreihe)
- 2022: Himmel, Herrgott, Sakrament
- 2023: Ready.Daddy.Go!
- 2023: Frühling – Wenn die Zeit stehen bleibt
- 2024: Toni, männlich, Hebamme – Baby im Korb
- 2025: Watzmann ermittelt – Ellis Schützling